# Pliocén
Pliocén je geologické období spadající do éry kenozoika. Je řazen na konec dnes již neoficiálního geologického období známého jako terciér (třetihory). Počátek pliocénu je kladen do doby před 5,33 miliony let a končí přechodem ke kvartéru před 2,58 miliony let. Vymezení konce pliocénu bylo dlouho předmětem diskusí. Proto se ve starší literatuře uvádí konec před 1,8 miliony let. Mezinárodní komise pro stratigrafii však v roce 2008 dříve pliocenní stupeň gelas přiřadila ke kvartérnímu pleistocénu.
Název tomuto období dal anglický geolog Charles Lyell v 19. století. Název je složen ze starořeckých slov πλεῖον = pleion (doslova „více“) a καινός = kainos, jež bylo latinizováno na caenus znamenající „nový“ (znamená tedy „více současný“). Slovo tak odkazuje na téměř současnou faunu mořských bezobratlých, kteří mohou paleontologům sloužit jako vůdčí fosilie při určování geologického období.

## Geologie a klima

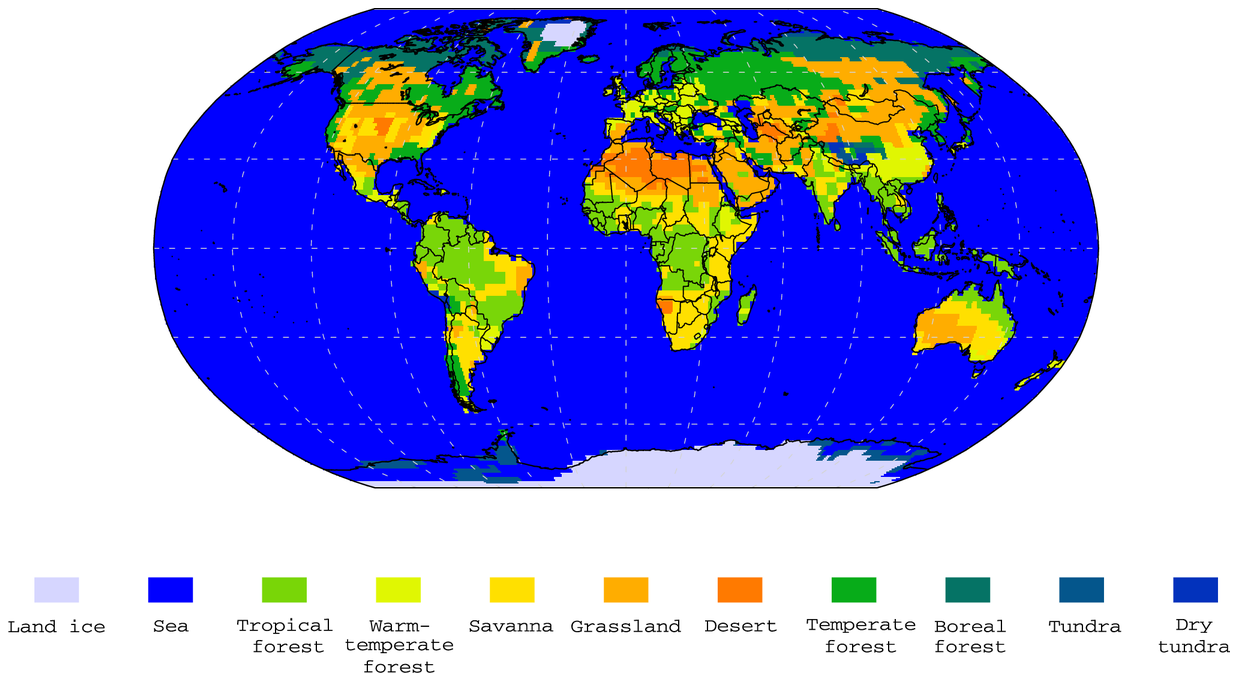
Pliocenní biotopy

Kontinenty byly již téměř v současné poloze. Tektonické pohyby a kolísání hladiny světového oceánu způsobovaly vynořování nebo zaplavování pevninských mostů mezi kontinenty. Náhlou událostí byla oblast Středozemního moře spojena s Atlantikem, tento pevninský most se vytvořil v předcházejícím miocénu. Vynořil se úzký pruh pevniny mezi Severní a Jižní Amerikou, což vedlo k mohutné migrační vlně živočichů mezi nimi. Další velká výměna proběhla mezi Severní Amerikou a Asií po vynoření pevninského mostu na území dnešní Beringovy úžiny. Během pliocénu vznikl velký impaktní kráter Karakul.
Teplota byla zhruba o 4 °C vyšší v porovnání s předindustriálním období. Pliocenní klima se vyznačovalo postupnou aridizací (vysušováním) a ochlazováním. Blížila se doba velmi studených výkyvů v kvartéru, k nimž pravděpodobně vedla řada procesů probíhajících již v pliocénu. Jako příklad lze uvést spojení Amerik, jež obrátilo mořské proudy k severu – rozběhl se tak Golfský proud, jenž tam kromě tropické vody přivedl vlhký vzduch, a tak narostl úhrn srážek v oblasti Skandinávie. Dalším významným faktorem je zvyšování pásmových pohoří, jako jsou Alpy nebo Himálaj.

## Život
Na počátku pliocénu poklesla produktivita moří.
Životní prostředí v pliocénu bylo silně ovlivněno ochlazováním a vysušováním klimatu. Příroda se začala více podobat současné přírodě. V rovníkových oblastech docházelo k rozšiřování savan na úkor tropických lesů, v severnějších oblastech docházelo k rozšiřování stepí. Na pólech již byly z dřívějších období pevně usazeny ledovcové štíty, jejichž rozsah se zvětšoval.
S rozšiřováním otevřené krajiny docházelo ke změnám v živočišném světě. Mezi savci se rozvíjeli velcí býložravci, kteří byli schopni trávit hrubou a chudou stravu, kterou tato krajina nabízela. V souvislosti s tím se objevili predátoři, kteří se na takovou zvěř zaměřovali. S ochlazením podnebí a zvýrazněním ročních období docházelo v Euroasii k přesunům živočišných společenstev k jihu, kde mohli živočichové žít dále. Ovšem v Severní Americe docházelo k vymírání, jelikož ke spojení s Jižní Amerikou došlo až zhruba před 3,5 miliony let a živočichové nemohli najít nová útočiště. Z Jižní Ameriky do Severní Ameriky přešli velcí pozemní lenochodi nebo nelétavý pták Titanis dosahující výšky až 2,5 metru; mezi další nové přistěhovalce patřili pásovci a velmi úspěšnými se staly vačice. Příchod řady placentálních savců do Jižní Ameriky ze severu způsobil rozvrat ve zvláštní fauně tohoto kontinentu, kde po dlouhou dobu vedle sebe úspěšně přežívali hojně rozrůznění placentálové i vačnatci. Po pevninském mostu přešli z Ameriky do Asie velbloudi nebo „moderní“ koně, opačným směrem pak parohatá zvěř a bizoni.
Ve střední Africe ubývání lesů zasáhlo i primáty, z nichž někteří se přizpůsobili životu na zemi a vyvinula se tak u nich schopnost chodit po dvou nohách. Mezi skupinu těchto pravděpodobných předků člověka patřili hominidé rodu Australopithecus.